# Valerianella lusitanica
Valerianella lusitanica är en kaprifolväxtart som beskrevs av Carlos Pau och Font Quer. Valerianella lusitanica ingår i släktet klynnen, och familjen kaprifolväxter. Inga underarter finns listade i Catalogue of Life.